# 助理風暴
《助理風暴》（英語：The Assistant）是一部2019年美國劇情片，由凱蒂·格林編劇、導演、製作和剪輯。由茱莉娅·加纳詮釋一個在一家電影製作公司擔任初級助理的故事，聯合出演為馬修·麥費狄恩、麥肯茲·利、克莉絲汀·弗洛賽斯、喬尼·奧爾西尼和諾亞·羅賓斯。
《助理風暴》2019年8月30日在特柳賴德電影節首映，並於2020年1月31日在美國由布利克街上映。 它受到評論家的好評，他們特別讚揚了加納的表演和影片對辦公室生活的幽閉恐怖描述。